# 北網圏北見文化センター
北網圏北見文化センター（ほくもうけんきたみぶんかセンター）は、北海道北見市にある複合施設。科学館・博物館・美術館・プラネタリウムの機能を有している。

## 施設
科学館
- 1階科学館コーナーは「通信」「電気」「力の応用」「生活の科学」など身の回りの科学をテーマとした展示をしている。
- 市内在住の小学校5・6年生を対象にものづくりを通して少年少女の発想を養い、集団活動や発表の場により創意工夫と完成の喜びを学ぶ「北見少年少女発明クラブ」を開講している[3]

博物館
- 常設展示（歴史）
  - 北見の大地に関するパネル展示や地層の様子と実際に含まれている鉱物の実物を展示している。また、無加川から発見されたデスモスチルスの臼歯（実物）と模型も展示している。「広郷遺跡の出土遺物」「中ノ島遺跡の出土遺物」「北進遺跡の出土遺物」は「北見市指定文化財」になっている。[4]
  - 北見を開拓した屯田兵の生活や北光社のあゆみをパネルと映像で紹介している。常盤町と相内に残っていた屯田兵屋を復元し、開拓当時の生活道具と合わせて展示しており、「屯田兵屋」「ピーボディ・マルチニー銃」は「北見市指定文化財」になっている。
- 常設展示（自然）
  - 北見周辺に生息している鳥や動物の剥製を展示している。また、「身近に見られる季節の植物」の写真パネルや「四季の昆虫」標本は、シーズンに合わせ随時更新している。
- 博物館では、北見の自然を学ぶ「自然観察会」や「文化財めぐり」などの講座や教室を開催している。

美術館
- 当館自主事業の「展覧会」ほか、地域の「美術展」や「市民芸術祭」など1年を通して様々な企画展を開催している。

プラネタリウム
- オホーツク総合振興局に唯一あるプラネタリウム。直径15mのドームには150の座席があり、解説員による季節ごとに移り変わる星空の生解説と、子どもから大人まで楽しめるプラネタリウム番組の上映（50分）を行っている。3階には天体観測室があり、定期的に「天体観望会」（天体観測）を開催している。

## 利用案内
- 開館時間：午前9時30分から午後4時30分（観覧席の発売は午後4時まで）
- 休館日：毎週月曜日・祝日の翌日・毎月最終火曜日・年末年始（ただし、祝日が月曜・金曜・土曜の場合は開館し、その翌日も休まず開館する）
- 料金：各施設により料金が必要（北見市内在住の小・中学生及び70歳以上は常設展示・プラネタリウムの観覧が無料。また、障がい者手帳がある方（介助人1名を含む）は無料）

## 周辺
- 野付牛公園[5]
  - 北見市東地区トレーニングセンター[6]
  - 池
    - ボート（利用期間は4月下旬～11月上旬）

  - イチイの森
- 東陵公園[7]